# Port de Balès
Pour les articles homonymes, voir Bales.
Le port de Balès ou col de Balès est un  col de montagne  routier des Pyrénées françaises à 1 755 mètres d'altitude entre le département des Hautes-Pyrénées et la Haute-Garonne en Occitanie. Il relie par une petite route, fermée l'hiver, le village de Ferrère (direction nord) à celui de Bourg-d'Oueil (direction sud-est).

## Toponymie
Le mot port signifie en gascon « porte » ou « col », c'est le pendant de puerto en espagnol.
Il est difficile d'attester l'origine du nom « Balès ». Ce nom n'apparaît par exemple pas sur les cartes de l'IGN de 1950. Ce nom pourrait cependant venir du gascon balç, qui signifie « abrupt », « escarpé ».

## Géographie
Le port de Balès se trouve sur l'estive du mont Né (2 147 m), d'une superficie d'environ 1 240 hectares sur les communes de Bourg-d'Oueil, Cirès, Caubous et Mayrègne.
Il permet de relier deux vallées autrement séparées de près de 50 km par la route. Ce n'est pourtant pas un col central des Pyrénées : récemment rendu carrossable, il ne relie pas deux vallées encaissées avec des bassins de population importants, contrairement aux cols typiques pyrénéens comme le col du Tourmalet ou le col de Peyresourde.
Du fait de sa faible fréquentation et de sa route auparavant forestière, ce col est régulièrement décrit comme « sauvage », et la période de fermeture hivernale y est plus longue qu'ailleurs.

## Histoire
La route qui passe par le col est longtemps restée une piste forestière versant vallée de la Barousse (Hautes-Pyrénées) et une piste pastorale versant Luchonnais (Haute-Garonne), jusqu'en 2006 où elle fut goudronnée pour permettre le passage du Tour de France 2007.
C'est aussi une occasion pour la création d'une station de sports d'hiver à moyen terme : alpin versant Oueil et fond versant Barousse. Un téléski existe déjà en vallée d'Oueil et constitue les prémices d'une petite station familiale tout comme il existe un début de station de fond au-dessus de Ferrère (Barousse).

## Cyclisme
Le col est régulièrement emprunté par la Route du Sud, épreuve qui l'a découvert en compétition. Désormais habituée du Tour de France, la montée est également utilisée sur la Vuelta.

### Profil
En prenant l'ascension par le nord, le port de Balès débute par de faibles pourcentages sur les sept premiers kilomètres. La montée est ensuite irrégulière jusqu'au kilomètre 13, alternant des passages à plus de 12 % avec des passages plus roulants. Enfin, la pente est plus régulière sur les cinq derniers kilomètres, avec une pente autour de 8 %.

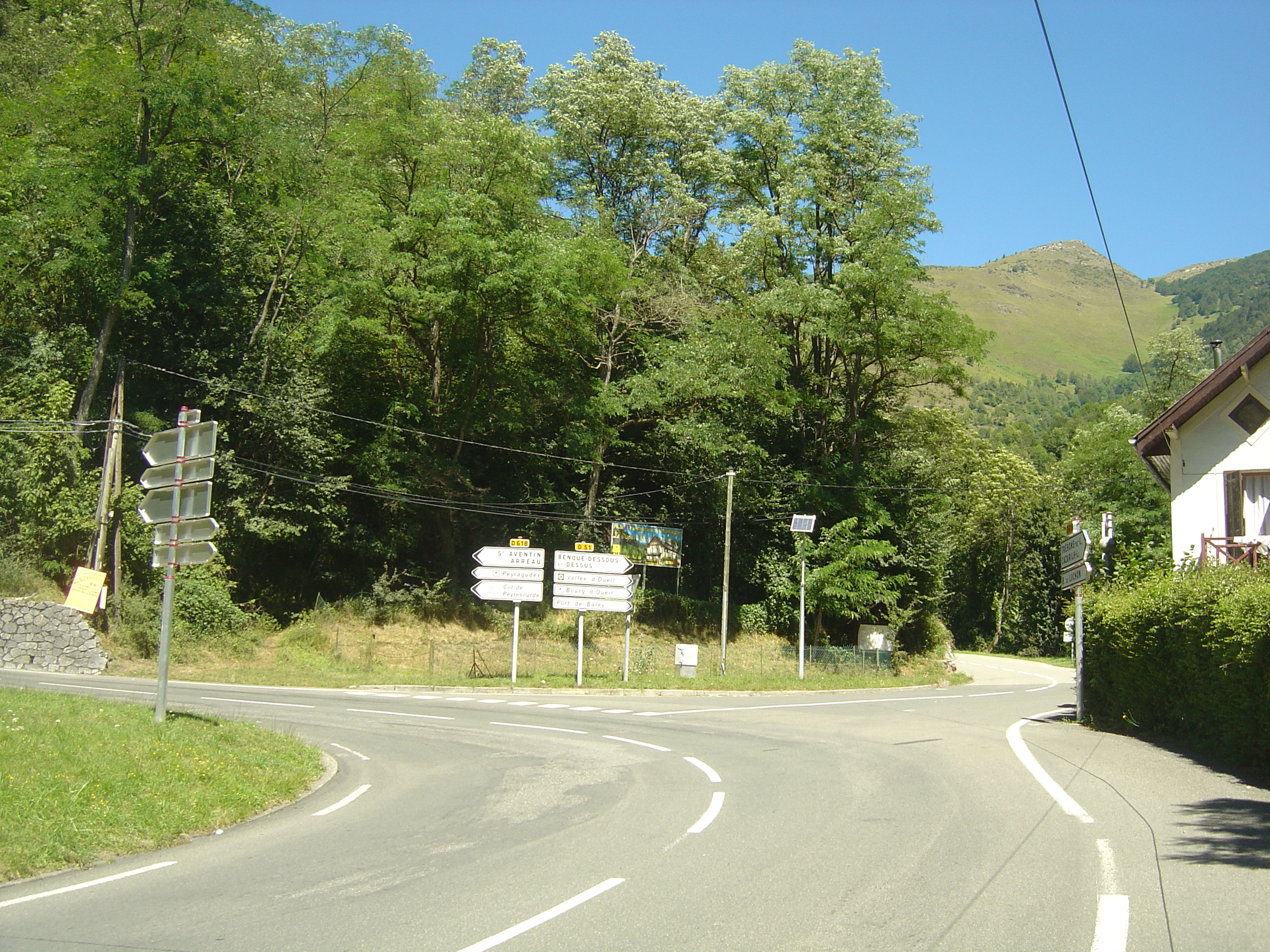
Carrefour où se séparent les routes du port de Balès et du col de Peyresourde.

Depuis Bannières-de-Luchon, la montée est nettement plus roulante et régulièrement, excepté un passage à plus de 10 % entre les kilomètres 3 et 6,. Depuis Bagnères-de-Luchon, les premiers kilomètres se confondent avec le col de Peyresourde.

### Tour de France

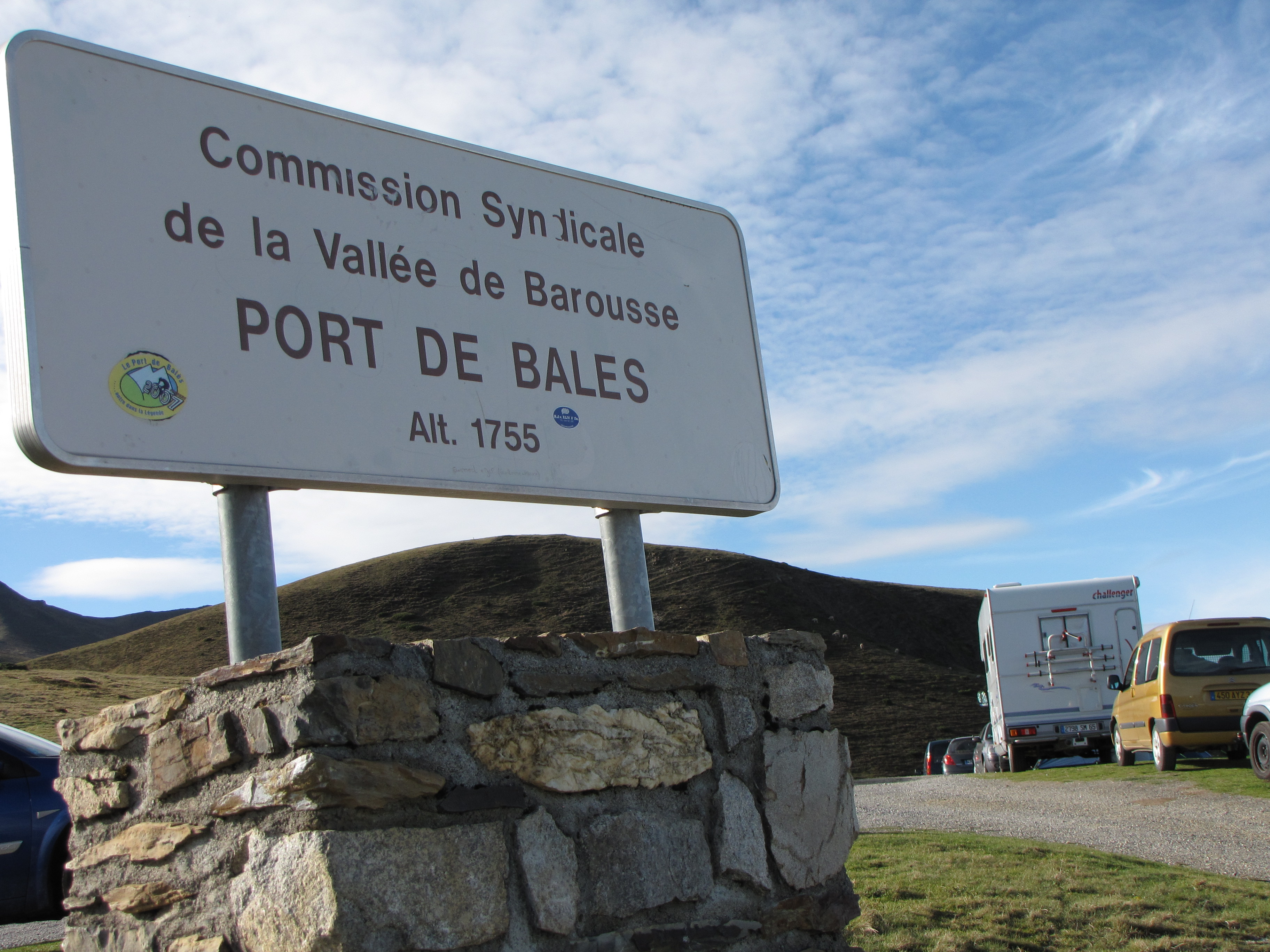
Panneau indicatif au col.

Les coureurs du Tour de France cycliste ont pour la première fois franchi le port de Balès lors de la 15e étape du Tour de France 2007 ; c'est le Luxembourgeois Kim Kirchen qui est passé en tête au sommet.
Ils y sont passés pour la deuxième fois lors de la 15e étape du Tour de France 2010 qui a relié Pamiers à Bagnères-de-Luchon, l'une des quatre étapes de haute montagne de cette édition marquant les 100 ans du premier passage du Tour dans les Pyrénées. Andy Schleck y est victime d'un saut de chaîne lors d'une attaque, et il perd le maillot jaune au profit d'Alberto Contador.
Le troisième passage survient durant la 17e étape de l'édition 2012 qui relie Bagnères-de-Luchon à la station de Peyragudes. C'est l'Espagnol Alejandro Valverde qui franchit le col en tête.
| Année | Étape | Ville de départ    | Ville d’arrivée    | Distance (km) | Catégorie du col | Vainqueur          | Maillot jaune     |
| ----- | ----- | ------------------ | ------------------ | ------------- | ---------------- | ------------------ | ----------------- |
| 2020  | 8     | Cazères            | Loudenvielle       | 141           | HC               | Nans Peters        | Adam Yates        |
| 2017  | 12    | Pau                | Peyragudes         | 214.5         | HC               | Steve Cummings     | Fabio Aru         |
| 2014  | 16    | Carcassonne        | Bagnères-de-Luchon | 237.5         | HC               | José Serpa         | Vincenzo Nibali   |
| 2012  | 17    | Bagnères-de-Luchon | Peyragudes         | 143.5         | HC               | Alejandro Valverde | Bradley Wiggins   |
| 2010  | 15    | Pamiers            | Bagnères-de-Luchon | 187           | HC               | Thomas Voeckler    | Alberto Contador  |
| 2007  | 15    | Foix               | Loudenvielle       | 196           | HC               | Kim Kirchen        | Michael Rasmussen |

### Tour d'Espagne
Le Tour d'Espagne 2013 emprunte le même final que la 17e étape du Tour de France 2012, et passe donc par le Port de Balès, classé en 1re catégorie.
| Année | Étape | Catégorie | 1er au sommet |
| ----- | ----- | --------- | ------------- |
| 2013  | 15    | 1         | André Cardoso |

### Autres activités
Le triathlon de Luchon emprunte également le port de Balès sur sa partie cycliste.